# Football Club Meyrin
Il Football Club Meyrin è una società calcistica svizzera, con sede a Meyrin, nel Canton Ginevra.
Nel recente passato la squadra giallo-nera ha giocato per quattro stagioni in seconda divisione (Nationalliga B nel 1996-97, Challenge League nel 2003-04, 2004-05, 2005-06.
Milita in 1ª Lega, la quarta divisione del campionato svizzero. Gioca dal 2008 nel nuovo Stade des Arbères.

## Palmarès

### Competizioni nazionali
- 1ª Lega: 1

2002-2003
- Seconda Lega interregionale: 1

2016-2017 (gruppo 1)

### Altri piazzamenti
- Seconda Lega interregionale:

Secondo posto: 2015-2016 (gruppo 1)